# Diari de Merer
El Diari de Merer (Papirs d'al-Jarf A i B) és el nom donat a un registre en papir escrit fa més de 4.500 anys a Egipte. Aquest document registra les activitats diàries de transport de pedra entre la pedrera de pedra calcària de Tura i Guiza durant la IV dinastia. Són els papirs més antics amb text trobats fins ara. El text va ser trobat el 2013 per una missió francesa dirigida pels egiptòlegs Pierre Tallet, de la Universitat Paris-Sorbonne, i Gregory Marouard en una cova de Wali al Gerf, a la costa de la Mar Roja.

## Contingut
Està escrit amb jeroglífics i hieràtic. Es tracta d'un diari escrit per Merer, un oficial de rang mitjà amb títol d'inspector, que data del 26è any del regnat del faraó Khufu (Keops) i descriu diversos mesos de treball en el transport de pedra calcària des de Tura fins a Guiza.
Tot i que el diari no especifica on van destinades les pedres ni amb quin propòsit, atès que el diari pot datar del que es considera àmpliament el final del regnat de Khufu, Tallet creu probable que anessin destinades a revestir l'exterior de la Gran Piràmide. Aproximadament cada deu dies es feien dos o tres viatges d'anada i tornada, que transportaven potser 30 blocs de 2-3 tones cadascun. Això fa un transport de 200 blocs al mes. Una quarantena de barquers treballaven per Merer i el període que cobreix el papir s'estén de juliol a novembre.
A més de Merer, en els fragments s'esmenten algunes persones més. El més important és Ankhhaf (germanastre del faraó Khufu), conegut per altres fonts, que es creu que va ser un príncep i visir sota Khufu i / o Khefren. Als papirs se l'anomena noble (Iry-pat) i supervisor de Ra-shi-Khufu. Aquest darrer lloc era el port de Guiza, on Tallet creu que es van transportar les pedres del revestiment. Diversos llocs s'esmenten als quaderns de registre. Tura Nord i Tura Sud són les pedreres.
L'arqueòleg egipci Zahi Hawass va descriure el Diari de Merer com "el major descobriment d'Egipte del segle XXI". El papir s'exhibeix al Museu Egipci del Caire.

### Estructura
Totes les entrades del registre s'ordenen en la mateixa línia. A la part superior hi ha un encapçalament que indica el mes i la temporada. Sota aquesta línia hi ha una línia horitzontal que indica els dies dels mesos. Sota les entrades dels dies sempre hi ha dues columnes verticals que descriuen el que va passar aquells dies. A continuació se'n transcriu un exempleː
| « | (Secció B II): [Dia 1] El director de 6 Idjeru s'embarca a Heliòpolis en un vaixell de transport per portar-nos menjar mentre l'elit és a Tura; el dia 2 l'inspector Merer passa el dia amb la seva tropa transportant pedres a Tura Nord; passa la nit a Tura Nord.. | » |